# Зайченко, Георгий Васильевич
Гео́ргий Васи́льевич За́йченко (10 (23) июня 1915, Славянск, Харьковская губерния — 17 июля 2004, Челябинск) — деятель советской промышленности, директор Челябинского тракторного завода. Герой Социалистического Труда (1966).

## Биография
Родился 10 (23) июня 1915 года на станции Славянск Изюмского уезда Харьковской губернии в семье железнодорожника Южно-Донецкой железной дороги. После окончания семилетней школы в 1930 году продолжил учёбу в школе фабрично-заводского ученичества железнодорожного транспорта в Славянске, где в течение двух лет получил сразу две специальности — помощника машиниста паровоза и слесаря по ремонту паровозов.
Учился в Краматорском институте тяжёлого машиностроения. В 1935 году после слияния института с другим — Донецким индустриальным — Зайченко в числе 40 лучших студентов был направлен для продолжения образования в Харьковский авиационный институт. Успешно учился, занимался общественной работой.
За год до окончания вуза, в 1938 году, после преддипломной практики, пришёл работать на Харьковский паровозостроительный завод. На предприятии в специальном дизельном отделе «400» велись конструкторские разработки танкового двигателя — дизель-мотора В-2, не имевшего аналогов в мировом танковом моторостроении. Начал работать в конструкторском бюро отдела под руководством Я. Е. Вихмана.
В январе 1939 года он окончил институт с отличием по специальности «инженер-механик». В это же время на базе отдела «400» создан самостоятельный завод — Государственный союзный завод № 75. Зайченко получил направление в бюро технического контроля цеха сборки и испытания двигателей нового предприятия. Работал контрольным мастером, следящим за качеством изготовления деталей, затем — помощником начальника отдела технического контроля (ОТК) всего завода.
С началом Великой Отечественной войны Георгий Васильевич вместе со своим предприятием был эвакуирован в Челябинск. Ему было поручено возглавить работы по демонтажу, упаковке, погрузке в эшелон и отправке оборудования центральной измерительной лаборатории. Без неё невозможно было наладить выпуск топливной аппаратуры и танковых двигателей на новом месте. Эвакуировались под бомбёжкой гитлеровской авиации.
Работники предприятий из Харькова прибыли на Южный Урал 24 октября 1941 года. Сборку моторов и испытательные стенды разместили в помещении бывшего склада и уже 12 декабря 1941 года приступили к сборке танковых двигателей из челябинских деталей.
Зайченко приехал в Челябинск со всей семьей. Начал работу на Челябинском тракторном заводе. Здесь работал начальником измерительной лаборатории, бюро технического контроля, моторного производства.
В октябре 1944 года стал членом ВКП(б), затем стал заместителем начальника ОТК моторного производства.
В июле 1949 года Г. В. Зайченко назначен начальником моторного производства завода, а в ноябре того же года переведен на партийную работу. В течение двух лет он был заместителем секретаря партийного комитета Челябинского тракторного завода. С января 1952 года руководил промышленным отделом Челябинского горкома партии. В августе 1952 года вернулся на завод, где был избран секретарем парткома, парторгом ЦК КПСС.
В апреле 1954 года избран первым секретарём Тракторозаводского РК КПСС, в октябре 1954 года назначен заведующим промышленным отделом Челябинского обкома КПСС, позже возглавил вновь созданный отдел оборонной промышленности. Зайченко курировал вопросы развития атомных и ракетных предприятий области, электрификации железной дороги Челябинск — Курган, организации выпуска сельскохозяйственной техники и строительства ферм на селе. За продуктивную работу Георгий Васильевичу было присвоено звание «Почётный железнодорожник»
В январе 1961 года вернулся на Челябинский тракторный завод — уже на должность его директора и возглавлял предприятие в течение 18 лет. Здесь он прошёл нелёгкий путь становления крупного руководителя-хозяйственника.
Внёс большой вклад в развитие тракторостроения в послевоенное время. Много сил и энергии вложил он в техническое перевооружение Челябинского тракторного завода, в создание и освоение производства новых, высокопроизводительных промышленных тракторов, улучшение технико-экономических показателей, создание и внедрение новой техники, передовой технологии.
В 1961 году был поставлен на серийное производство трактор ДЭТ-250, впоследствии получивший золотые медали на трёх международных промышленных выставках в Москве (1960), Лейпциге (1965) и вновь в Москве (1966).
К 1964 году были разработаны и внедрены в производство 22 модификации базового трактора Т-100М. Специалистами завода созданы конструкции семейства мощных тракторов Т-220, Т-330, Т-500.
Указом Президиума Верховного Совета СССР от 5 августа 1966 года Зайченко Георгию Васильевичу было присвоено звание Героя Социалистического Труда.
Указом Президиума Верховного Совета СССР от 22 января 1971 года за достигнутые успехи завод награждён орденом Ленина. 10 ноября того же года создано первое в отрасли производственное объединение «Челябинский тракторный завод имени В. И. Ленина». Г. В. Зайченко стал генеральным директором.
Был депутатом Верховного Совета СССР трех (7, 8 и 9) созывов (1966—1979). Делегат XXII—XXV съездов КПСС.
В начале февраля 1976 года вступил в строй новый главный сборочный конвейер. С его пуском масштабная реконструкция Челябинского тракторного завода завершилась. В ходе её построены новые производственные корпуса, смонтированы десятки автоматических линий, тысячи современных станков, спроектировано и изготовлено около 30 тысяч наименований технологической оснастки.
Немало сил и времени Георгий Васильевич отдал строительству крупнейших социальных объектов для тракторостроителей: молодёжных общежитий, Дома юных техников, Дворца спорта «Надежда», плавательного бассейна, профилактория «Солнечный», санаторного корпуса в Ессентуках. Открыт рабочий факультет при филиале Челябинского политехнического института, у завода появился свой музей. Построены новые трамвайные и троллейбусные линии в Челябинске. При его содействии установлен памятник — танк «ИС-3» — первый в Челябинске, увековечивший трудовой подвиг челябинцев в годы Великой Отечественной войны. 8 мая 1965 года он был торжественно открыт. 9 мая 1975 года в Саду Победы открыт памятник тракторозаводцам, погибшим в годы Великой Отечественной войны.
7 июня 1979 года Зайченко вышел на пенсию, но продолжил работать на заводе до 26 марта 2002 года ведущим инженером-конструктором проектного управления. Жил в Челябинске.
Георгий Васильевич Зайченко скончался 17 июля 2004 года. Похоронен в Челябинске на Успенском кладбище.

## Награды
- Медаль «Серп и Молот»
- Ордена Ленина
- Орден Октябрьской Революции (5 апреля 1971 года)
- Орден Трудового Красного Знамени (1977 год)
- Орден Красной Звезды (30 апреля 1945 года)
- Два Ордена «Знак Почёта» (18 июля 1945 года, 1957 год)
- Почётный железнодорожник
- Почётный гражданин Челябинска (2000 год)
- Почетный гражданин Тракторозаводского района Челябинска (10 января 1997 года)
- другие награды

## Память
- В Челябинске на доме № 19 проспекта Ленина в память о герое установлена мемориальная доска[3].